# Annegret Richterová
Annegret Richterová rozená Irrgangová (* 13. října 1950, Dortmund) je bývalá západoněmecká atletka, sprinterka, čtyřnásobná olympijská medailistka.
V roce 1973 se stala v Rotterdamu halovou mistryní Evropy v běhu na 60 metrů.

## Osobní rekordy
V roce 1976 se stala v Montrealu olympijskou vítězkou v běhu na 100 metrů. Již v semifinále však zaběhla trať v novém světovém a olympijském rekordu, jehož hodnota byla 11,01. Rekord překonala 1. července 1977 v Drážďanech Marlies Göhrová časem 10,88. 
- 100 m - (11,01 s - 25. července 1976, Montreal)
- 200 m - (22,39 s - 28. července 1976, Montreal)